# San Jerónimo Sosola
San Jerónimo Sosola är en kommun i Mexiko.   Den ligger i delstaten Oaxaca, i den sydöstra delen av landet, 300 km sydost om huvudstaden Mexico City.
Följande samhällen finns i San Jerónimo Sosola:
- San Mateo Sosola
- San José Sosola
- Cruz de Piedra
- Chavío
- Minas de Llano Verde